# Férfi csapat párbajtőrvívás az 1912. évi nyári olimpiai játékokon
A Stockholmban megrendezett 1912. évi nyári olimpiai játékokon a férfi csapat párbajtőrvívás egyike volt az 5 vívószámnak. 11 nemzet indult a versenyen és a belga csapat nyerte az aranyérmet.

## Vívók listája
Amerikai Egyesült Államok
- Albertson Van Zo Post
- George Breed
- John MacLaughlin
- Scott Breckinridge
- Sherman Hall
- William Bowman

Belgium
- Gaston Salmon
- Henri Anspach
- Jacques Ochs
- Paul Anspach
- Robert Hennet
- Victor Willems
- Fernand de Montigny
- François Rom

Bohémia
- id. Vilém Goppold von Lobsdorf
- ifj. Vilém Goppold von Lobsdorf
- Josef Pfeiffer
- František Kříž

Dánia
- Ejnar Levison
- Hans Olsen
- Ivan Osiier
- Lauritz Christian Østrup

Görögország
- Georgios Petropoulos
- Georgios Versis
- Konstantinos Kotzias
- Petros Manos
- Panagiotis Kambas
- Sotirios Notaris
- Tryfon Triantafyllakos

Hollandia
- Arie de Jong
- George van Rossem
- Jetze Doorman
- Leo Nardus
- Willem Hubert van Blijenburgh

Nagy-Britannia
- Arthur Everitt
- Edgar Seligman
- Martin Holt
- Percival Davson
- Robert Montgomerie
- Sydney Martineau
- Edgar Amphlett
- John Blake

Németország
- Emil Schön
- Friedrich Schwarz
- Heinrich Ziegler
- Hermann Plaskuda

Norvégia
- Hans Bergsland
- Severin Finne
- Lars Aas
- Christopher von Tangen

Oroszország
- Gavrijl Bertrajn
- Dmitrij Knjazhevics
- Vlagyimir de Szarnavszkij
- Pavel Guvorszkij
- Vlagyimir Kejszer
- Alekszandr Szoldatyenkov
- Leonyid Martucsev

Svédország
- Einar Sörensen
- Eric Carlberg
- Georg Branting
- Gustaf Lindblom
- Louis Sparre
- Pontus von Rosen

## Eredmény

### Negyeddöntők
| A csoport | A csoport        | A csoport | A csoport | A csoport |
| Helyezés  | Nemzet           | Gy        | V         | Kval.     |
| --------- | ---------------- | --------- | --------- | --------- |
| 1         | Németország      | —         | —         | QS        |
| 1         | Hollandia        | —         | —         | QS        |
| B csoport |                  |           |           |           |
| Helyezés  | Nemzet           | Gy        | V         | Kval.     |
| 1         | Belgium          | 1         | 0         | QS        |
| 1         | Nagy-Britannia   | 1         | 0         | QS        |
| 3         | Oroszország      | 0         | 2         |           |
| C csoport |                  |           |           |           |
| Helyezés  | Nemzet           | Gy        | V         | Kval.     |
| 1         | Cseh Királyság   | 1         | 0         | QS        |
| 1         | Svédország       | 1         | 0         | QS        |
| 3         | Norvégia         | 0         | 2         |           |
| D csoport |                  |           |           |           |
| Helyezés  | Nemzet           | Gy        | V         | Kval.     |
| 1         | Dánia            | 2         | 0         | QS        |
| 2         | Görögország      | 1         | 1         | QS        |
| 3         | Egyesült Államok | 0         | 2         |           |

### Semifinals
| A csoport | A csoport      | A csoport | A csoport | A csoport |
| Helyezés  | Nemzet         | Gy        | V         | Kval.     |
| --------- | -------------- | --------- | --------- | --------- |
| 1         | Hollandia      | 3         | 0         | QF        |
| 2         | Nagy-Britannia | 2         | 1         | QF        |
| 3         | Dánia          | 1         | 2         |           |
| 4         | Cseh Királyság | 0         | 3         |           |
| B csoport |                |           |           |           |
| Helyezés  | Nemzet         | Gy        | V         | Kval.     |
| 1         | Svédország     | 3         | 0         | QF        |
| 2         | Belgium        | 2         | 1         | QF        |
| 3         | Görögország    | 1         | 2         |           |
| 4         | Németország    | 0         | 3         |           |

### Final
| Döntő    | Döntő          | Döntő | Döntő | Döntő | Döntő |
| Helyezés | Nemzet         | Gy    | V     | SzT   | KT    |
| -------- | -------------- | ----- | ----- | ----- | ----- |
| Arany    | Belgium        | 3     | 0     | 32    | 21    |
| Ezüst    | Nagy-Britannia | 1     | 2     | 26    | 28    |
| Bronz    | Hollandia      | 1     | 2     | 28    | 30    |
| 4        | Svédország     | 1     | 2     | 25    | 32    |